# Ешлі Янг
Е́шлі Са́ймон Янг (англ. Ashley Simon Young; нар. 9 липня 1985, Стівенейдж, Англія) — англійський футболіст, захисник клубу «Евертон» Колишній гравець національної збірної Англії.

## Біографія
Свою кар'єру Ешлі розпочав у клубі «Вотфорд» з другого за силою англійського дивізіону. Першу гру зіграв у 2003 році, але в основний склад став потрапляти тільки в сезоні 2004/05. А вже в сезоні 2005/06 допоміг команді оформити підвищення у класі до Прем'єр-ліги.
Відігравши за «Вотфорд» половину сезону, у січні 2007 року перейшов до «Астон Вілли» за 9,65 мільйонів фунтів. У бірмінгемській команді відразу став гравцем основного складу.
23 червня 2011 року про підписання угоди з Янгом оголосив «Манчестер Юнайтед», якому трансфер гравця за неофіційними оцінками обійшовся від 15 до 20 мільйонів фунтів. У новій команді не зміг стати лідером середини поля, яким був в «Астон Віллі», до того ж неодноразово зазнавав травм, через що зазвичай не проводив більше 20 матчів чемпіонату за сезон.
17 січня 2020 року перейшов до італійського «Інтернаціонале» за орієнтовні 1,5 мільйони євро. Уклав з міланським клубом контракт до завершення сезону 2019/20 з опцією подовження на ще один сезон. У складі «Інтера» став чемпіоном Італії сезону 2020/21.
17 червня 2021 року Янг підписав однорічний контракт з «Астон Віллою», за яку вже виступав раніше. Офіційно приєднався до складу бірмінгемського клубу 1 липня, коли закінчився контракт з «Інтернаціонале».

## Виступи за збірні
Протягом 2006–2007 років залучався до складу молодіжної збірної Англії. На молодіжному рівні зіграв у 10 офіційних матчах, забив 1 гол.
2007 року дебютував в офіційних матчах у складі національної збірної Англії. Регулярно залучатися до ігор збірної почав 2011 року, а наступного, 2012 року, був основним гравцем команди на тогорічному чемпіонаті Європи, де взяв участь у всіх чотирьох іграх англійців. Після Євро отримував виклики до збірної до осені 2013, після чого на чотири роки «випав з обійми» національної команди.
Повернувся до збірної у листопаді 2017 року і, провівши у її складі декілька товариських ігор, 16 травня 2018 року був включений до заявки національної команди на чемпіонат світу 2018. На мундіалі взяв участь у п'яти із шести ігор своєї збірної, яка припинила боротьбу на стадії півфіналів. Після світової першості остаточно завершив кар'єру у збірній.

## Статистика виступів

### Статистика клубних виступів
Станом на 5 серпня 2020 року
| Сезон                         | Команда                       | Чемпіонат                     | Чемпіонат | Чемпіонат | Національний кубок | Національний кубок | Національний кубок | Континентальні кубки | Континентальні кубки | Континентальні кубки | Інші змагання | Інші змагання | Інші змагання | Усього | Усього |
| Сезон                         | Команда                       | Ліга                          | Ігор      | Голів     | Ліга               | Ігор               | Голів              | Ліга                 | Ігор                 | Голів                | Ліга          | Ігор          | Голів         | Ігор   | Голів  |
| ----------------------------- | ----------------------------- | ----------------------------- | --------- | --------- | ------------------ | ------------------ | ------------------ | -------------------- | -------------------- | -------------------- | ------------- | ------------- | ------------- | ------ | ------ |
| 2003–04                       | «Вотфорд»                     | 1Д                            | 5         | 3         | КА+КЛ              | 0+1                | 0                  | -                    | -                    | -                    | -             | -             | -             | 6      | 3      |
| 2004–05                       | «Вотфорд»                     | ЧФЛ                           | 34        | 0         | КА+КЛ              | 0+4                | 0                  | -                    | -                    | -                    | -             | -             | -             | 38     | 0      |
| 2005–06                       | «Вотфорд»                     | ЧФЛ                           | 39+3      | 13+1      | КА+КЛ              | 0+1                | 1                  | -                    | -                    | -                    | -             | -             | -             | 43     | 15     |
| 2006-січ. 2007                | «Вотфорд»                     | ПЛ                            | 20        | 3         | КА+КЛ              | 1+2                | 0+1                | -                    | -                    | -                    | -             | -             | -             | 23     | 4      |
| Усього за «Вотфорд»           | Усього за «Вотфорд»           | Усього за «Вотфорд»           | 98+3      | 19+1      |                    | 9                  | 2                  |                      | -                    | -                    |               | -             | -             | 110    | 22     |
| січ.-черв. 2007               | «Астон Вілла»                 | ПЛ                            | 13        | 2         | КА+КЛ              | -                  | -                  | -                    | -                    | -                    | -             | -             | -             | 13     | 2      |
| 2007–08                       | «Астон Вілла»                 | ПЛ                            | 37        | 8         | КА+КЛ              | 1+1                | 0                  | -                    | -                    | -                    | -             | -             | -             | 39     | 8      |
| 2008–09                       | «Астон Вілла»                 | ПЛ                            | 36        | 8         | КА+КЛ              | 3+1                | 0                  | Інт+КУЄФА            | 2+6                  | 1+1                  | -             | -             | -             | 48     | 10     |
| 2009–10                       | «Астон Вілла»                 | ПЛ                            | 37        | 5         | КА+КЛ              | 6+5                | 2+2                | ЛЄ                   | 2                    | 0                    | -             | -             | -             | 50     | 9      |
| 2010–11                       | «Астон Вілла»                 | ПЛ                            | 34        | 7         | КА+КЛ              | 2+3                | 0+2                | ЛЄ                   | 1                    | 0                    | -             | -             | -             | 40     | 9      |
| Усього за «Астон Віллу»       | Усього за «Астон Віллу»       | Усього за «Астон Віллу»       | 157       | 30        |                    | 22                 | 6                  |                      | 11                   | 2                    |               | -             | -             | 190    | 38     |
| 2011–12                       | «Манчестер Юнайтед»           | ПЛ                            | 25        | 6         | КА+КЛ              | 0                  | 0                  | ЛЧ+ЛЄ                | 3+4                  | 1+1                  | СА            | 1             | 0             | 33     | 8      |
| 2012–13                       | «Манчестер Юнайтед»           | ПЛ                            | 19        | 0         | КА+КЛ              | 2+0                | 0                  | ЛЧ                   | 2                    | 0                    | -             | -             | -             | 23     | 0      |
| 2013–14                       | «Манчестер Юнайтед»           | ПЛ                            | 20        | 2         | КА+КЛ              | 0+2                | 1                  | ЛЧ                   | 8                    | 0                    | СА            | 0             | 0             | 30     | 3      |
| 2014–15                       | «Манчестер Юнайтед»           | ПЛ                            | 26        | 2         | КА+КЛ              | 3+0                | 0                  | -                    | -                    | -                    | -             | -             | -             | 29     | 2      |
| 2015–16                       | «Манчестер Юнайтед»           | ПЛ                            | 18        | 1         | КА+КЛ              | 1+2                | 0                  | ЛЧ+ЛЄ                | 5+0                  | 0                    | -             | -             | -             | 26     | 1      |
| 2016–17                       | «Манчестер Юнайтед»           | ПЛ                            | 12        | 0         | КА+КЛ              | 3+1                | 0                  | ЛЄ                   | 7                    | 0                    | СА            | 0             | 0             | 23     | 0      |
| 2017–18                       | «Манчестер Юнайтед»           | ПЛ                            | 30        | 2         | КА+КЛ              | 4+0                | 0                  | ЛЧ                   | 4                    | 0                    | СУ            | 0             | 0             | 38     | 2      |
| 2018–19                       | «Манчестер Юнайтед»           | ПЛ                            | 30        | 2         | КА+КЛ              | 3+1                | 0                  | ЛЧ                   | 7                    | 0                    | -             | -             | -             | 41     | 2      |
| 2019-січ. 2020                | «Манчестер Юнайтед»           | ПЛ                            | 12        | 0         | КА+КЛ              | 1+2                | 0                  | ЛЄ                   | 3                    | 1                    | -             | -             | -             | 18     | 1      |
| Усього за «Манчестер Юнайтед» | Усього за «Манчестер Юнайтед» | Усього за «Манчестер Юнайтед» | 192       | 15        |                    | 25                 | 1                  |                      | 43                   | 3                    |               | 1             | 0             | 261    | 19     |
| січ.-черв. 2020               | «Інтернаціонале»              | A                             | 18        | 4         | КІ                 | 2                  | 0                  | ЛЄ                   | 3                    | 0                    | -             | -             | -             | 23     | 4      |
| Усього за кар'єру             | Усього за кар'єру             | Усього за кар'єру             | 465+3     | 68+1      |                    | 58                 | 9                  |                      | 57                   | 5                    |               | 1             | 0             | 584    | 83     |

### Статистика виступів за збірну
Станом на 3 червня 2018 року
| Дата       | Місто           | Господарі         | Результат               | Гості      | Турнір                | Голи | Примітки |
| ---------- | --------------- | ----------------- | ----------------------- | ---------- | --------------------- | ---- | -------- |
| 16-11-2007 | Відень          | Австрія           | 0 – 1                   | Англія     | товариський матч      | -    | 46'      |
| 6-2-2008   | Лондон          | Англія            | 2 – 1                   | Швейцарія  | товариський матч      | -    | 87'      |
| 1-6-2008   | Порт-оф-Спейн   | Тринідад і Тобаго | 0 – 3                   | Англія     | товариський матч      | -    | 57'      |
| 19-11-2008 | Берлін          | Німеччина         | 1 – 2                   | Англія     | товариський матч      | -    | 77'      |
| 10-6-2009  | Лондон          | Англія            | 6 – 0                   | Андорра    | Відбір до ЧС 2010     | -    | 46'      |
| 12-8-2009  | Амстердам       | Нідерланди        | 2 – 2                   | Англія     | товариський матч      | -    | 68'      |
| 14-11-2009 | Доха            | Бразилія          | 1 – 0                   | Англія     | товариський матч      | -    | 87'      |
| 11-8-2010  | Лондон          | Англія            | 2 – 1                   | Угорщина   | товариський матч      | -    | 46'      |
| 3-9-2010   | Лондон          | Англія            | 4 – 0                   | Болгарія   | Відбір до ЧЄ 2012     | -    | 87'      |
| 12-10-2010 | Лондон          | Англія            | 0 – 0                   | Чорногорія | Відбір до ЧЄ 2012     | -    | 60' 74'  |
| 17-11-2010 | Лондон          | Англія            | 1 – 2                   | Франція    | товариський матч      | -    | 46'      |
| 9-2-2011   | Копенгаген      | Данія             | 1 – 2                   | Англія     | товариський матч      | 1    | 46'      |
| 26-3-2011  | Кардіфф         | Уельс             | 0 – 2                   | Англія     | Відбір до ЧЄ 2012     | -    | 81'      |
| 29-3-2011  | Лондон          | Англія            | 1 – 1                   | Гана       | товариський матч      | -    |          |
| 4-6-2011   | Лондон          | Англія            | 2 – 2                   | Швейцарія  | Відбір до ЧЄ 2012     | 1    | 46'      |
| 2-9-2011   | Софія (місто)   | Болгарія          | 0 – 3                   | Англія     | Відбір до ЧЄ 2012     | -    | 62'      |
| 6-9-2011   | Лондон          | Англія            | 1 – 0                   | Уельс      | Відбір до ЧЄ 2012     | 1    |          |
| 7-10-2011  | Подгориця       | Чорногорія        | 2 – 2                   | Англія     | Відбір до ЧЄ 2012     | 1    | 60'      |
| 29-2-2012  | Лондон          | Англія            | 2 – 3                   | Нідерланди | товариський матч      | 1    |          |
| 26-5-2012  | Осло            | Норвегія          | 0 – 1                   | Англія     | товариський матч      | 1    | 73'      |
| 2-6-2012   | Лондон          | Англія            | 1 – 0                   | Бельгія    | товариський матч      | -    | 66'      |
| 11-6-2012  | Донецьк         | Франція           | 1 – 1                   | Англія     | ЧЄ 2012 - 1-й етап    | -    |          |
| 15-6-2012  | Київ            | Швеція            | 2 – 3                   | Англія     | ЧЄ 2012 - 1-й етап    | -    |          |
| 19-6-2012  | Донецьк         | Англія            | 1 – 0                   | Україна    | ЧЄ 2012 - 1-й етап    | -    |          |
| 24-6-2012  | Київ            | Англія            | 0 – 0 д.ч. (2 - 4 п.п.) | Італія     | ЧЄ 2012 - чвертьфінал | -    |          |
| 15-8-2012  | Берн            | Італія            | 1 – 2                   | Англія     | товариський матч      | -    | 62'      |
| 14-11-2012 | Стокгольм       | Швеція            | 4 – 2                   | Англія     | товариський матч      | -    | 61'      |
| 22-3-2013  | Серравалле      | Сан-Марино        | 0 – 8                   | Англія     | Відбір до ЧС 2014     | 1    |          |
| 26-3-2013  | Подгориця       | Чорногорія        | 1 – 1                   | Англія     | Відбір до ЧС 2014     | -    | 76'      |
| 10-9-2013  | Київ            | Україна           | 0 – 0                   | Англія     | Відбір до ЧС 2014     | -    | 68'      |
| 14-11-2017 | Лондон          | Англія            | 0 – 0                   | Бразилія   | товариський матч      | -    | 81'      |
| 23-3-2018  | Амстердам       | Нідерланди        | 0 – 1                   | Англія     | товариський матч      | -    | 71'      |
| 27-3-2018  | Лондон          | Англія            | 1 – 1                   | Італія     | товариський матч      | -    | 83'      |
| 2-6-2018   | Лондон          | Англія            | 2 – 1                   | Нігерія    | товариський матч      | -    | 68'      |
| 18-6-2018  | Волгоград       | Туніс             | 1 – 2                   | Англія     | ЧС 2018 - 1-й етап    | -    |          |
| 24-6-2018  | Нижній Новгород | Англія            | 6 – 1                   | Панама     | ЧС 2018 - 1-й етап    | -    |          |
| 3-7-2018   | Москва          | Колумбія          | 1 – 1 д.ч. (3 – 4 п.п.) | Англія     | ЧС 2018 - 1/8 фіналу  | -    | 102'     |
| 7-7-2018   | Самара          | Швеція            | 0 – 2                   | Англія     | ЧС 2018 - чвертьфінал | -    |          |
| 11-7-2018  | Москва          | Хорватія          | 2 – 1 д.ч.              | Англія     | ЧС 2018 - півфінал    | -    | 90+1'    |
| Усього     |                 | Матчів            | 39                      |            | Голів                 | 7    |          |

## Приватне життя
Має брата Льюїса, який також є футболістом.

## Досягнення
«Манчестер Юнайтед»
- Володар кубка Англії: 2015-16
- Володар Суперкубка Англії: 2016
- Володар Кубка Футбольної ліги: 2011-12, 2013-14, 2016-17
- Переможець Ліги Європи УЄФА: 2016-17

«Інтернаціонале»
- Чемпіон Італії: 2020-21